# Бельгийский военный контингент в Афганистане
Бельгийский военный контингент в Афганистане — подразделение вооружённых сил Бельгии, созданное в 2002 году. В 2002 - 2014 гг. действовало в составе сил ISAF.

## История
25 декабря 2003 года при вылете из аэропорта Кабула (охрану которого обеспечивал бельгийский контингент) был обстрелян самолёт, на борту которого находился министр обороны Бельгии Андрэ Флао. Самолёт и находившиеся на его борту пассажиры не пострадали.
В апреле 2006 года численность контингента составляла 287 военнослужащих, позднее была увеличена.
31 августа 2007 года при атаке смертником Кабульского аэропорта были ранены 4 бельгийских солдата
В сентябре 2008 года на авиабазу Кандагар прибыла авиагруппа ВВС Бельгии (шесть F-16, до 28 сентября 2014 года выполнившие свыше 5000 полётов общей продолжительностью 15000 часов). 
8 сентября 2009 при атаке бельгийского подразделения в аэропорту Кабула были ранены 5 военнослужащих Бельгии.
В 2011 году было принято решение о сокращении численности контингента и в 2012 году основная часть контингента покинула Афганистан.
В апреле 2012 в провинции Кандагар был ранен бельгийский офицер.
По состоянию на 1 августа 2013 года численность контингента составляла 180 военнослужащих.
28 декабря 2014 года командование НАТО объявило о том, что операция "Несокрушимая свобода" в Афганистане завершена. Тем не менее, боевые действия в стране продолжались и иностранные войска остались в стране - в соответствии с начатой 1 января 2015 года операцией «Решительная поддержка», хотя общая численность войск НАТО была уменьшена.
В июле 2018 года численность бельгийского военного контингента составляла 78 военнослужащих, в феврале 2020 года - 93 военнослужащих.
14 апреля 2021 года президент США Джо Байден объявил о планах начала вывода американских войск из Афганистана в мае 2021 с завершением этого процесса к 11 сентября 2021 года. В этот же день решение о выводе войск «в течение нескольких следующих месяцев» приняли страны НАТО. 14 июня 2021 года Бельгия завершила эвакуацию войск и участие в операции.
15-16 августа 2021 года силы талибов заняли Кабул, и правительство Бельгии приняло решение отправить в Афганистан самолёты для эвакуации оставшихся в стране иностранных граждан и афганских беженцев. Последний бельгийский самолёт вылетел в Исламабад из международного аэропорта в Кабуле 26 августа 2021 года, всего было совершено 23 авиарейса, которыми были вывезены 1,4 тыс. человек.

## Результаты
Потери бельгийского контингента в Афганистане составили 1 военнослужащего погибшим и 14 ранеными.
Помимо военнослужащих вооружённых сил Бельгии, в операции принимали участие контрактники Бельгии (переводчики, обслуживающий персонал, а также сотрудники частных военных и охранных компаний).
Кроме того, летом 2003 года в состав сил ISAF было направлено пехотное подразделение из 10 военнослужащих Люксембурга (которые проходили службу в составе военного контингента Бельгии).